# Клесов (посёлок)
Кле́сов (укр. Клесів) — посёлок, входит в Клесовский поселковый совет Сарненского района Ровненской области Украины.

## История
Поселение основано в начале XX в. в Волынской губернии, при строительстве железной дороги Киев—Сарны—Ковель.
В 1902 году была построена железнодорожная станция Клесов, возле которой выросло небольшое селение, которое тоже стало называться Клесовым. В этом же месте началась добыча гранита и лесозаготовки, в дальнейшем управление Полесских железных дорог построило здесь лесопильный завод.
В 1909 году в селе насчитывалось 15 домов и 120 жителей, в 1909 году здесь было открыто одноклассное училище, которое посещали 65 учеников.
После начала первой мировой войны летом 1914 года добыча гранита практически прекратилась.
После окончания советско-польской войны в соответствии с Рижским мирным договором 1921 года поселение отошло к Польше (Столинский повет, Полесское воеводство), в сентябре 1939 года вошло в состав СССР.
Статус посёлка городского типа с 1940 года. С 1940 по 1959 год был центром Клесовского района
В ходе Великой Отечественной войны с 9 июля 1941 до 7 января 1944 года Клесов находился под немецкой оккупацией.
В 1943 году, во время резни поляков на Волыни отрядами УПА, Клесов стал убежищем для польских беженцев. Здесь под патронатом немцев был
организован польский отряд самообороны под командованием Юзефа Краковяка.
В 1954 году был введён в эксплуатацию карьер Львовской железной дороги, на котором в 1964 году начал работу щебневый завод. В 1969 году было введено в эксплуатацию второе предприятие по производству стройматериалов — камнедробильный завод «Облмежколхозстрой».
В мае 1995 года Кабинет министров Украины утвердил решение о приватизации находившихся здесь карьера и автобазы
В августе 1997 года был утверждён герб посёлка.

## Население
В январе 1989 года численность населения составляла 5107 человек.
По состоянию на 1 января 2013 года численность населения составляла 4639 человек.

### Языковой состав
Родной язык населения по данным переписи 2001 года:
| Язык       | Численность, чел. | Доля     |
| ---------- | ----------------- | -------- |
| Украинский | 4 549             | 98,38 %  |
| Русский    | 71                | 1,54 %   |
| Другие     | 4                 | 0,08 %   |
| Итого      | 4 624             | 100,00 % |

## Экономика

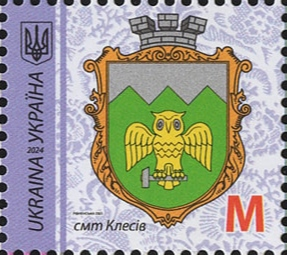
Стандартная марка с символикой посёлка в серии «Гербы городов, поселков и сел Украины», Почта Украины, 2024 год.

Заводы: стройматериалов, щебёночные, торфобрикетный.
Клесовский дендропарк (в составе Клесовского лесничества).
Также в районе Клесова находятся месторождение янтаря и Клесовские месторождения гранитов (которые включают 8 месторождений гранитов, гранодиоритов и диоритов, перекрытые толщей песков, суглинков и щебня общей мощностью до 3 м. Кристаллические породы разведаны до глубины 40—45 м, суммарные промышленные запасы в 1978 году составляли 161,5 млн м³).

## Транспорт
Железнодорожная станция на линии Сарны — Коростень Львовской железной дороги.

## Местный совет
34550, Ровненская обл., Сарненский р-н, пгт Клесов, ул. Свободи, 10.